# Alistacri
Ibraim ibne Maomé Alistacri (Ibrāhīm ibn Muḥammad al-Iṣṭakhrī), melhor conhecido só como Alistacri ou Istacri, foi um geógrafo e cartógrafo persa arabófilo do século IX nativo da cidade de Estacar, perto de Persépolis, na Pérsia. Entre 933-950, escreveu a obra Rotas e Reinos, que é a mais antiga obra sobrevivente sobre geografia do mundo islâmico, parcialmente baseada na perdida Mapas das Regiões de Albalqui, em relatos orais e experiências pessoas do autor. Começa com o mapa do mundo e então trata do território muçulmano, que é dividido em 20 regiões com mapas. Seus mapas foram corrigidos por autores posteriores, como ibne Haucal, mas sua obra foi amplamente usada por geógrafos árabes, persas e turcos.